# Forheim
Forheim là một đô thị ở huyện Donau-Ries trong bang Bayern nước Đức. Đô thị Forheim có diện tích 23,26 km².